# Preacher's Wife
The Preacher's Wife (engelska: The Preacher's Wife) är en amerikansk film som hade biopremiär i USA den 13 december 1996, med Whitney Houston och Denzel Washington i huvudrollerna. Det är en remake av filmen Ängel på prov från 1947.
Filmen var nominerad till en Oscar för bästa musik

## Rollista
| Denzel Washington           | – Dudley               |
| Whitney Houston             | – Julia Biggs          |
| Courtney B. Vance           | – Reverend Henry Biggs |
| Gregory Hines               | – Joe Hamilton         |
| Jenifer Lewis               | – Margueritte Coleman  |
| Loretta Devine              | – Beverly              |
| Justin Pierre Edmund        | – Jeremiah Biggs       |
| Lionel Richie               | – Bristole             |
| Paul Bates                  | – Saul Jefferys        |
| Lex Monson                  | – Osbert               |
| Darvel Davis, Jr.           | – Hakim                |
| William James Stiggers, Jr. | – Billy Eldridge       |
| Marcella Mowry              | – Anna Eldridge        |
| Cissy Houston               | – Mrs. Havergal        |
| Aaron A. McConnaughey       | – Teen                 |

### Fotnoter
1. 1 2  ”The Preacher's Wife” (på engelska). Box Office Mojo. 13 december 1996. http://www.boxofficemojo.com/movies/?id=preacherswife.htm. Läst 19 januari 2009.